# Frankenweenie – Ebcsont beforr
A Frankenweenie – Ebcsont beforr (eredeti cím: Frankenweenie) 2012-ben bemutatott fekete-fehér amerikai 3D-s számítógépes animációs film, amelyet több éven át készítették stop-motion bábtechnikával, 3 dimenziósan készült. Az animációs játékfilm rendezője Tim Burton, producere Allison Abbate. A forgatókönyvet John August és Leonard Ripps írta, a zenéjét Danny Elfman szerezte. A mozifilm a Walt Disney Pictures és Tim Burton Productions gyártásában készült, a Walt Disney Studios Motion Pictures forgalmazásában jelent meg. Műfaja fantasy, horror vígjáték.
Amerikában 2012. október 5-én mutatták be a mozikban, Magyarországon feliratosan 2013. május 8-án adták ki DVD-n és Blu-rayen, magyar változattal 2015. július 24-én a Digi Filmen vetítették le a televízióban.

## Cselekmény
|  | Alább a cselekmény részletei következnek! |

A fiatal filmes és tudós Victor Frankenstein a szüleivel és a kutyájukkal, Spary-val él egy csendes kisvárosban. Victor apja azt akarja, hogy Victor ne csak a tudományban jeleskedjen, ezért elküldi baseballozni. Victor az első alkalommal hazafutást üt, de Sparkyt, miközben üldözi a labdát, elgázolja egy kocsi, és belehal.
Miután órán Mr. Rzykruski bemutatja az elektromosság hatását egy halott békán, Victor kiássa Spary holttestét, és elviszi a laboratóriumába, hogy felélessze.
Az élőholt Sparky elszalad egy macska, Mr. Whiskers után, és Edgar meglátja őt, és megzsarolja Victort, hogy tanítsa meg rá, hogyan kell holtakat feléleszteni. Miután Victor szülei is észreveszik az élőholt Sparkyt, annyira megijednek tőle, hogy Sparky elmenekül.
Miközben Victorék Sparkyt keresik, Victor osztálytársai betörnek a laboratóriumba, és felfedezik, hogyan élesszék fel a holtakat. A kísérleteik balul sülnek el, és szörnyekké változnak a kis kedvencek.
Miután Sparkyt megtalálják, Victor és az osztálytársai megpróbálják megfékezni a szörnyeket. Elsa és Victor a szélmalomba indul Elsa uszkárjának megmentésére, akit az egyik szörnyeteg elrabolt, de a városiak erről nem tudnak, és Sparkyt okolják Elsa eltűnéséért, és üldözni kezdik. Elüldözik a szélmalomba, amit a polgármester véletlen felgyújt. Victor, Elsa és az uszkár kijutnak, de Sparky az összeomló szélmalom alatt ragad, miután legyőzi a szörnyet.
A bátorságáért, és mert megmentette Victort, a városiak hálából újra felélesztik Sparkyt.
|  | Itt a vége a cselekmény részletezésének! |

## Szereplők
| Szereplő            | Eredeti hang        | Magyar hang     |
| ------------------- | ------------------- | --------------- |
| Victor Frankenstein | Charlie Tahan       | Ács Balázs      |
| Elsa Van Helsing    | Winona Ryder        | Berkes Boglárka |
| Susan Frankenstein  | Catherine O’Hara    | Kocsis Mariann  |
| Tornatanárnő        | Catherine O’Hara    | Nádasi Veronika |
| Hátborzongató lány  | Catherine O’Hara    | Lamboni Anna    |
| Ben Frankenstein    | Martin Short        | Fekete Zoltán   |
| Mr. Bergermeister   | Martin Short        | Kassai Károly   |
| Nassor              | Martin Short        | Szalay Csongor  |
| Mr. Rzykruski       | Martin Landau       | Szersén Gyula   |
| Edgar 'E' Gore      | Atticus Shaffer     | Borbíró András  |
| Toshiaki            | James Hiroyuki Liao | Baráth István   |
| Bob                 | Robert Capron       | Bogdán Gergő    |
| Bob anyja           | Conchata Ferrell    | Szabó Éva       |

## Betétdalok
- Six Powerful Cues (a)
- Death of the Alien 1
- Savage Episode
- Green Peppers
- Elsa's Song
- Folkloric
- Carousel
- Strange Love
- Lost Cause

## Televíziós megjelenések
- Feliratos: HBO, HBO Comedy, HBO 2 (korábban)
- Szinkronos: Digi Film, HBO, HBO 2, HBO 3 (később)